# Ампренавір
Ампренавір (міжнародна транскрипція APV) — синтетичний противірусний препарат з групи інгібіторів протеази для прийому всередину. Препарат розроблений компанією «GlaxoSmithKline» та застосовувався для лікування ВІЛ-інфекції з 1999 до 2004 року.

## Фармакологічні властивості
Ампренавір — синтетичний противірусний препарат з групи інгібіторів протеази. Механізм дії препарату полягає у інгібуванні активного центру ферменту вірусу ВІЛ — протеази, порушенні утворення вірусного капсиду та пригнічує реплікацію вірусу ВІЛ з утворенням незрілих вірусних частинок, що не можуть інфікувати клітини організму. До ампренавіру чутливі виключно віруси ВІЛ-1 та ВІЛ-2.

### Фармакокінетика
Ампренавір при прийомі всередину відносно швидко всмоктується, максимальна концентрація в крові досягається протягом 1—2 годин, повторне збільшення максимальної концентрації в крові спостерігається через 10—12 годин, що може бути наслідком уповільненого всмоктування або кишково-печінковою рециркуляцією. Біодоступність препарату при пероральному прийомі становить близько 89%. Ампренавір погано проникає через гематоенцефалічний бар'єр. Ампренавір проникає через плацентарний бар'єр та виділяється в грудне молоко. Препарат метаболізується в печінці, виводиться з організму переважно з калом, частково виводиться нирками у вигляді неактивних метаболітів. Період напіввиведення ампренавіру становить 7—10 годин, цей час може змінюватися при печінковій недостатності.

## Показання до застосування
Ампренавір застосовується для лікування інфекції, спричиненої вірусом ВІЛ-1 та ВІЛ-2 у складі комбінованої терапії у дорослих. Монотерапія препаратом не застосовується у зв'язку з швидким розвитком резистентності вірусу ВІЛ до препарату.

## Побічна дія
Найчастішою побічною дією, що спостерігалась при застосуванні ампренавіру, була нудота, що по різних оцінках, спостерігалась у 3—30% випадків застосування препарату; часто спостерігалися також блювання, метеоризм та діарея. При застосуванні ампренавіру спостерігалися також висипання на шкірі, синдром Стівенса-Джонсона, головний біль, парестезії в ділянці рота, підвищена втомлюваність, остеопороз, підвищення рівня активності амінотрансфераз в крові, гіпертригліцеридемія, гіперглікемія, ліподистрофія; рідше аваскулярний некроз, збільшення частоти кровотеч у хворих гемофілією. Під час проведення комбінованої антиретровірусної терапії у хворих спостерігалась вища імовірність лактатацидозу, остеонекрозу, гепатонекрозу. При проведенні ВААРТ у хворих спостерігалась вища імовірність розвитку серцево-судинних ускладнень, гіперглікемії та гіперлактемії. Під час проведення ВААРТ зростала імовірність синдрому відновлення імунної системи із загостренням латентних інфекцій.

## Протипокази
Ампренавір протипоказаний при підвищеній чутливості до препарату, при вагітності та годуванні грудьми. Ампренавір не застосовують у дітей молодших 4 років. З обережністю застосовують препарат при печінковій недостатності. Ампренавір не застосовують разом із астемізолом, цизапридом, терфенадином, мідазоламом, рифампіцином, препаратами звіробою.

## Форми випуску
Ампренавір випускався у вигляді капсул по 0,05 та 0,15 г. З 2004 року випуск ампренавіру припинено, препарат замінено на фосампренавір, який є проліками ампренавіру.